# Le Châtenet-en-Dognon
Le Châtenet-en-Dognon är en kommun i departementet Haute-Vienne i regionen Nouvelle-Aquitaine i västra Frankrike. Kommunen ligger i kantonen Saint-Léonard-de-Noblat som tillhör arrondissementet Limoges. År 2022 hade Le Châtenet-en-Dognon 399 invånare.

## Befolkningsutveckling
Antalet invånare i kommunen Le Châtenet-en-Dognon
| Referens: INSEE |